# Elecciones presidenciales de Estados Unidos de 2012
Las elecciones presidenciales de Estados Unidos de 2012 hacen referencia al proceso electoral llevado a cabo el 6 de noviembre de 2012. El candidato demócrata, el presidente incumbente Barack Obama y su compañero el vicepresidente Joe Biden fueron reelegidos a un segundo término. El Partido Republicano nominó al exgobernador Mitt Romney de Massachusetts para la Presidencia, y al congresista Paul Ryan de Wisconsin como el candidato a la Vicepresidencia.
La elección fue marcada predominantemente por temas económicos de la nación, con Romney prometiendo que arreglaría la economía, y la campaña de Obama haciendo énfasis en la recuperación económica que se había hecho con la administración del presidente. A pesar de que Obama contaba con un margen relativamente pequeño de ventaja por todo el período de campaña según las encuestas, su (ampliamente considerado) pobre desempeño en el primer debate presidencial contra Romney, le hizo perder ventaja, y la campaña permaneció cerrada a partir de dicho evento. Al final, Obama ganó la elección con el 51% de la votación popular, el primer presidente demócrata en lograr la reelección con la mayoría del voto popular (más del 50%) desde Franklin D. Roosevelt y el primer presidente que ganó tanto la elección como la reelección con la mayoría del voto popular desde Ronald Reagan. Concretamente, Obama ganó ambas elecciones con más del 51% del voto popular, lo que no ocurría desde Eisenhower. Esto hace de Obama el tercer presidente demócrata de la historia que logró superar el 51% del voto popular en más de una ocasión, siendo los otros dos Andrew Jackson y Franklin Roosevelt.
Pero, por otro lado, también fue el primer presidente que ganó su reelección con menos votos electorales y un menor porcentaje de votos populares de los obtenidos en su anterior triunfo electoral también desde Roosevelt y las elecciones de 1944. Obama ganó los mismos estados que ganó en el 2008 excepto Carolina del Norte e Indiana.
El mismo día, se eligieron 33 senadores y la totalidad de la Cámara de Representantes, once gobernadores y varios legisladores en los Estados.
Hasta la fecha Obama es el último demócrata que ganó Florida, Iowa, Ohio y el 2.º distrito congresional de Maine, esta es la elección presidencial más reciente en que el candidato republicano no fue Donald Trump, dado a sus tres nominaciones consecutivas en las elecciones posteriores (2016, 2020 y 2024), y en la que el partido en la Casa Blanca conservo la presidencia.

## Sondeos
Anexo:Sondeo de las elecciones presidenciales de Estados Unidos de 2012
Estas elecciones presentan un electorado que se reparte parejo en sus preferencias, un alto número de indecisos absolutos, y un panorama polarizado si se consideran las visiones de país de los candidatos.
| Encuestadora                    | Barack Obama (Demócrata) | Mitt Romney (Republicano) | Fecha                 |       |
| ------------------------------- | ------------------------ | ------------------------- | --------------------- | ----- |
| PPP/Americans United for Change | 49%                      | 48%                       | 30 de octubre de 2012 | [ 6 ] |

## Voto del colegio electoral

Una gráfica representando los votos electorales y ganados en 2012. En naranja indica perdidas, y azul votos ganados.

En el Censo de 2010 el voto del Colegio Electoral cambió afectando las elecciones de 2012.
| Estados ganados por los Demócratas en 2000, 2004 y 2008 - Illinois −1 - Massachusetts −1 - Míchigan −1 - Nueva Jersey −1 - Nueva York −2 - Pensilvania −1 - Washington +1 | Estados ganados por Republicanos en 2000, 2004 y 2008 - Arizona +1 - Georgia +1 - Luisiana −1 - Misuri −1 - Carolina del Sur+1 - Texas +4 - Utah +1 | Resto de estados - Florida +2 - Iowa −1 - Nevada +1 - Ohio −2 |

Ocho estados (Arizona, Florida, Georgia, Nevada, Carolina del Sur, Texas, Utah y Washington) ganaron votos, debido al cambio por el censo de 2010. Otros diez estados (Illinois, Iowa, Luisiana, Massachusetts, Míchigan, Misuri, Nueva Jersey, Nueva York, Ohio y Pensilvania) perdieron votos.
La Casa Blanca se gana en función del "voto electoral". Si bien comúnmente se dice que el voto será para uno de los candidatos a presidente, realmente se están votando a los electores que representarán a dicho estado en el colegio electoral. Cada estado tiene tantos electores como representantes en la Cámara de representantes y senadores. Por ejemplo, California, el estado más poblado del país, tiene 55 electores (53 representantes y 2 senadores) y estados pequeños como Wyoming, Montana y Vermont tienen 3 (uno para cada uno de sus dos senadores y otro para su representante).
Hay un total de 538 electores: el total de los miembros del Senado y la Cámara de Representantes más 3 para el distrito de Columbia. El número mágico es 270 (hay que superar 270 votos electorales para convertirse en presidente de los EE. UU., puesto que la mitad de 538 es 269 y, por lo tanto, 270 ya supone la mayoría de los votos electorales, la mitad más uno) y esa es la clave para entender la lucha matemática de las campañas presidenciales.
A primera vista, estados como California con sus 55 electores y Texas con sus 38 parecen importantes, pero California es firmemente demócrata (azul) y Texas, republicano (rojo). Estos y los otros estados "sólidos" forman la base de votos "seguros" de cada candidato. Pero es en los estados "en juego" donde se da la gran batalla. Los estados "sólidos" o "fuertes" son en los que las encuestas indican un apoyo muy sólido para uno de los candidatos. En este artículo, contamos los electores en los estados sólidos como si ya hubieran votado y las campañas no invertirán muchos recursos en actividades (debido a que hay una alta probabilidad de ganar dicho estado). Además de los estados "sólidos", están los estados que se "inclinan" hacia un candidato. 

## Antecedentes
En 2008, Barack Obama derrotó al republicano John McCain en la elección presidencial, mientras que los demócratas ganaron curules en ambas cámaras del Congreso de los Estados Unidos, manteniendo sus mayorías. El tema principal de la elección en 2008 fue el deseo general de la población estadounidense de cambiar y reformar tanto Washington como las políticas del presidente saliente George W. Bush, quien ya había cumplido dos periodos en la Casa Blanca. La economía y otras políticas domésticas también fueron temas importantes, especialmente durante los últimos meses de la campaña con el advenimiento de la crisis económica de 2008-2012.
Durante la presidencia de Obama, autorizó dos planes de estímulo económico: el American Recovery and Reinvestment Act en febrero de 2009 y el Tax Relief, Unemployment Insurance Reauthorization, and Job Creation Act de 2010 en diciembre de 2010. Como presidente, Obama también aprobó el Patient Protection and Affordable Care Act, la Dodd-Frank Wall Street Reform and Consumer Protection Act, el Don't Ask, Don't Tell Repeal Act de 2010. Obama firmó START III, un tratado de control de armamento con Rusia, comenzó a reducir gradualmente el volumen de tropas en Irak, comenzó a aumentar el nivel de tropas en Afganistán, y puso en efecto la zona de exclusión aérea aprobada por las Naciones Unidas sobre Libia. El 1 de mayo de 2011, el presidente Obama ordenó la operación militar que resultó en la muerte de Osama Bin Laden en Pakistán.

## Candidatos

### Partido Demócrata
En la ausencia de un desafiador importante demócrata, había una primaria poca notable que se pasaba casi sin percepción pública y con ningún debate.
Entre unos desafiadores de Obama pocos conocidos fue Randall Terry, una activista antiaborto.
A pesar de algunos rumores que Obama iba a cambiar a Joe Biden por Hillary Clinton, Biden volvió a ser el candidato demócrata para vicepresidente.
| Boleto del Partido Demócrata de 2012              |                                                   |
| Barack Obama                                      | Joe Biden                                         |
| Candidato a la presidencia                        | Candidato a la vicepresidencia                    |
|                                                   |                                                   |
| 44°. Presidente de los Estados Unidos (2009–2017) | 47°. Vicepresidente de Estados Unidos (2009–2017) |
|                                                   |                                                   |

### Partido Republicano
| Boleto del Partido Republicano de 2012      |                                                                                        |
| Mitt Romney                                 | Paul Ryan                                                                              |
| Candidato a la presidencia                  | Candidato a la vicepresidencia                                                         |
|                                             |                                                                                        |
| 70° Gobernador de Massachusetts (2003–2007) | Miembro de la Cámara de Representantes de los Estados Unidos por Wisconsin (1999–2019) |
|                                             |                                                                                        |

### Candidatos independientes
- Gary Johnson de Nuevo México del Partido Libertario.
- Jill Stein de Massachusetts del Partido Verde.
- Virgil Goode de Virginia del Partido de la Constitución.
- Rocky Anderson de Utah del Partido Justicia.
- Roseanne Barr de Utah del Partido Paz y Libertad.
- Thomas Hoefling del Partido Americano Independiente.

## Campaña electoral

### Lemas de campaña
- Barack Obama (Demócrata): Forward (Adelante)
- Mitt Romney (Republicano): Believe in America (Creer en Estados Unidos)
- Gary Johnson (Libertario): Live Free (Vive libre)
- Jill Stein (Verde): A Green New Deal for America (Un nuevo acuerdo verde para Estados Unidos)
- Virgil Goode (Constitución): Save America, Citizenship Matters (Salvar Estados Unidos, la nacionalidad importa)

### Debates
Calendario de los debates:
3 de octubre

Tema: política interior

21:00-22:30 ET / 3:00-4:30 CET

11 de octubre

Tema: vicepresidente, política interior y exterior

21:00-22:30 ET / 3:00-4:30 CET

16 de octubre

Tema: estilo “town hall” política interior y exterior

21:00-22:30 ET / 3:00-4:30 CET

22 de octubre

Tema: política exterior

21:00-22:30 ET / 3:00-4:30 CET

## Resultados
| Candidato Presidente / Vicepresidente | Candidato Presidente / Vicepresidente | Partido               | Votos electorales | Estados ganados | Voto popular | Porcentaje |
| ------------------------------------- | ------------------------------------- | --------------------- | ----------------- | --------------- | ------------ | ---------- |
|                                       | Barack Obama / Joe Biden              | Demócrata             | 332               | 26+DC           | 65 907 213   | 51,07%     |
|                                       | Mitt Romney / Paul Ryan               | Republicano           | 206               | 24              | 60 931 767   | 47,21%     |
|                                       | Gary Johnson / James Gray             | Libertario            | 0                 | 0               | 1 275 804    | 0,99%      |
|                                       | Jill Stein / Cheri Honkala            | Verde                 | 0                 | 0               | 469 501      | 0,36%      |
|                                       | Virgil Goode / Jim Clymer             | Constitución          | 0                 | 0               | 122 001      | 0,09%      |
|                                       | Roseanne Barr / Cindy Sheenan         | Paz y Libertad        | 0                 | 0               | 67 278       | 0,05%      |
|                                       | Rocky Anderson / Luis Rodríguez       | Justicia              | 0                 | 0               | 43 011       | 0,03%      |
|                                       | Tom Hoefling / Jonathan Ellis         | De los Estados Unidos | 0                 | 0               | 40 586       | 0,03%      |
|                                       | Otros                                 | varios                | 0                 | 0               | 217 669      | 0,17%      |
| Total                                 | Total                                 |                       | 538               | 51              | 129 064 662  | 100,00%    |